# کوه لیکو
کوه لیکو (به لاتین: Mount Lico) یک منطقهٔ مسکونی در موزامبیک است که در موزامبیک واقع شده‌است. کوه لیکو ۱٬۱۰۰ متر بالاتر از سطح دریا واقع شده‌است.